# Enosburgh
Enosburgh – miasto w Stanach Zjednoczonych, w stanie Vermont, w hrabstwie Franklin.